# Seiji Koga
Seiji Koga (jap. 古賀 誠史 Koga Seiji; ur. 7 sierpnia 1979) – japoński piłkarz występujący na pozycji pomocnika.

## Kariera klubowa
Od 1998 do 2012 roku występował w klubach Yokohama F. Marinos, Avispa Fukuoka, Vissel Kobe i SC Sagamihara.